# Микулинский, Семён Романович
Семён Рома́нович Мику́линский (2 апреля 1919, Кременчуг, УССР — 3 июля 1991, Москва, СССР) — советский историк науки и философ

, член-корреспондент АН СССР с 26 ноября 1968 года по Отделению философии и права (философия).

## Биография
Участник Великой Отечественной войны, был в плену, в 1985 году награждён орденом Отечественной войны
Окончил философский факультет МГУ (1949).
С 1952 года — научный сотрудник, с 1963 года — заместитель директора, с 1974 по 1987 год — директор Института истории естествознания и техники АН СССР.
Похоронен на Быковском кладбище.

## Научная деятельность
Основные труды посвящены истории эволюционной теории, общим проблемам биологии и истории философии в России первой половины XIX века, а также философским вопросам естествознания. Один из инициаторов разработки науковедения в СССР.
С. Р. Микулинский активно участвовал в восстановлении научного наследия Н. И. Вавилова. В 1980 году в соавторстве с историком В. Д. Есаковым и Д. К. Беляевым им был опубликован V выпуск серии «Научное наследство», посвящённый академику Вавилову. На этом работа не закончилась, и в 1987 году вышел X том, который также посвящён наследию Н. И. Вавилова.

## Основные работы
- «И. Е. Дядьковский: мировоззрение и общебиологические взгляды» (М., 1951)
- «К. Ф. Рулье и его учение о развитии органического мира» (М., 1957)
- «Развитие общих проблем биологии в России. Первая половина XIX в.» (М., 1961)
- «Альфонс Декандоль» (М., 1973, в соавт. с Л. А. Марковой и Б. А. Старостиным)
- «К. Ф. Рулье: учёный, человек и учитель» (М., 1979)
- «Очерки развития историко-научной мысли» (М., 1988)